# Centrale de Došnica
La centrale de Došnica a été bâtie en 1953. Cette centrale hydroélectrique de 4,62 MW, sise sur la Došnica, en Macédoine du Nord, est composée de deux turbines Pelton.